# BBC Bayreuth
BBC Bayreuth ist ein deutscher Basketballverein, der 1999 als BBC Bayreuth gegründet wurde. Der Spielbetrieb der 1. Herren-Mannschaft wurde 2002 aus dem BBC Bayreuth e. V. in die BBC Bayreuth Spielbetrieb GmbH ausgegliedert, seit der Saison 2023/24 nimmt diese an der zweitklassigen 2. Bundesliga ProA teil. Von 2013 bis 2023 spielte sie unter dem Namen Medi Bayreuth.

## Geschichte

### Anfänge und Entwicklung zum Bundesligisten
Vor 1999 gab es mehrere Vereine bzw. Mannschaften, die zwar rechtlich keine Verbindung zum BBC Bayreuth hatten, jedoch Vorgänger des Vereins bzw. der Mannschaft waren.
Als Wegbereiter des Basketballsports in der Stadt Bayreuth gilt Werner Pietschmann, der die Sportart als Student in den Vereinigten Staaten kennenlernte und diese in den 1950er in den Turnunterricht des Deutschen Gymnasiums einbrachte sowie mit einem Lehrerkollegen eine Schulmannschaft aufstellte, die am 29. Januar 1955 gegen den BBC Coburg das erste erwähnte Basketballspiel in Bayreuth austrug.
Ab Anfang der 1970er Jahre bestimmten Spieler mit dem Nachnamen Kämpf das Geschehen beim Post SV Bayreuth. Im Spieljahr 1972/73 gehörten die Kämpf-Brüder Thomas, Hans, Karl und Georg zur Mannschaft. Darüber hinaus noch Wolfram Kämpf, zu dem kein verwandtschaftliches Verhältnis bestand. In der Saison 1974/75 qualifizierte sich Bayreuth als Tabellendritter der Regionalliga Süd für einen Platz in der 1975 neugegründeten 2. Bundesliga Süd. Der Post SV Bayreuth war somit 1975 Gründungsmitglied der 2. Basketball-Bundesliga und schaffte in der Premierensaison 1975/76 den Aufstieg in die Basketball-Bundesliga.
In ihrem ersten Bundesliga-Spieljahr 1976/77 musste die Mannschaft zunächst Lehrgeld zahlen. Die ersten 13 Spiele verlor die Truppe von Trainer Peter Müller, ehe Anfang Dezember 1976 gegen den SSC Göttingen mit 88:73 der erste Bundesliga-Sieg gelang. In der Saison 1978/79 hatten die Bayreuther den Klassenerhalt erst am letzten Spieltag der Abstiegsrunde sicher, als der fränkische Rivale Bamberg geschlagen wurde. Manfred Voigt erzielte den entscheidenden Korb kurz vor dem Spielende. Bayreuth blieb dadurch in der Bundesliga, Bamberg musste in die zweite Liga.
Im Frühjahr 1979 wies der Post-SV Bayreuth Schulden von rund 80.000 DM auf, die insbesondere von den Ausgaben für die Basketball-Bundesliga-Mannschaft herrührten. Der Vereinsvorsitzende hielt diese Lage für nicht mehr tragbar. Das Angebot, das Bundesliga-Spielrecht vom Post SV zu kaufen, lehnten andere Bayreuther Vereine ab, zwischenzeitlich drohte der Rückzug aus der höchsten deutschen Spielklasse. Letztlich trennte sich die Basketballabteilung vom Verein ab und wurde als USC Bayreuth (Universitätssportclub Bayreuth) neugegründet. Eckhard Hentes, der bereits als Obmann und Masseur für die Bundesliga-Mannschaft tätig gewesen war, wurde Vorsitzender des USC. In der Saison 1982/83 ließ Bayreuth unter Trainer Tom Schneeman auch auf europäischer Ebene aufhorchen und kam im Korac-Cup in die Endrunde. 1983 wurde der Verein aufgrund des Sponsors Aritex in USC Olympia Bayreuth umbenannt. Nach der Saison 1983/84 stieg man aus der Basketball-Bundesliga ab.
| Saison  | Liga   | Platz | Spiele | S  | N  | Endrunde               |
| ------- | ------ | ----- | ------ | -- | -- | ---------------------- |
| 1975/76 | 2. BBL | 1     | 18     | 15 | 3  |                        |
| 1976/77 | BBL    | 9     | 18     | 2  | 16 | 2. in Relegationsrunde |
| 1977/78 | BBL    | 9     | 18     | 5  | 13 | 1. in Relegationsrunde |
| 1978/79 | BBL    | 8     | 18     | 6  | 12 | 2. in Relegationsrunde |
| 1979/80 | BBL    | 9     | 18     | 4  | 14 | 1. in Relegationsrunde |
| 1980/81 | BBL    | 7     | 18     | 7  | 11 | 1. in Relegationsrunde |
| 1981/82 | BBL    | 5     | 18     | 8  | 10 | 5. in Finalrunde       |
| 1982/83 | BBL    | 4     | 18     | 11 | 7  | 5. in Finalrunde       |
| 1983/84 | BBL    | 10    | 18     | 2  | 16 | 5. in Endrunde         |

### Die Steiner-Zeit
Im Vorfeld der Zweitligaspielzeit 1984/85 plagten die Mannschaft wirtschaftliche Schwierigkeiten. Carl Steiner (Inhaber des Unternehmens Steiner-Optik) und Horst Steiner (Steuerberater) stiegen als Mäzene ein und veranlassten die Fusion mit dem damaligen, 1970 von den Steiners gegründeten Tischtennis-Bundesligisten TTBG Steiner-Optik Bayreuth zum neuen Verein BG Steiner Bayreuth. In den folgenden Jahren wurde der Verein hauptsächlich von den Steiner-Brüdern finanziert, die sich darüber hinaus als Präsident (Horst) und Vizepräsident (Carl) einbrachten. Man stieg 1984/85 nach einer Saison direkt wieder in die Basketball-Bundesliga auf und erreichte noch als Zweitligist das Endspiel um den DBB-Pokal, welches gegen Göttingen verloren wurde.
In den folgenden Jahren setzten sich die Bayreuther in der Bundesliga-Spitzengruppe fest: In der Spielzeit 1985/86 und 1987/88 schied man im Halbfinale jeweils gegen Köln aus. Die Mannschaft wurde 1988, mittlerweile nur noch unter dem Namen Steiner Bayreuth auftretend, Deutscher Basketball-Pokalsieger und 1989 Deutscher Meister und Pokalsieger. Die Hauptrunde 1988/89 hatte man mit 40:4 als Tabellenerster abgeschlossen. Sowohl im Pokalendspiel als auch in den Spielen um die deutsche Meisterschaft traf man 1989 auf Bayer Leverkusen. Das Pokalendspiel gewann Bayreuth Anfang April 1989 deutlich mit 89:67, bester Korbschütze war Mannschaftskapitän Michael Koch mit 27 Punkten. Noch im selben Monat feierte die Mannschaft den deutschen Meistertitel: Die von Les Habegger betreuten Oberfranken verloren die ersten beiden Spiele der Finalserie gegen Leverkusen, sorgten aber für die Wende und gewannen im entscheidenden fünften Aufeinandertreffen in eigener Halle mit 83:77. Calvin Oldham war in den fünf Meisterschaftsspielen mit 14,4 Punkten pro Begegnung bester Bayreuther Korbschütze, gefolgt von Koch und Anthony Reuss (jeweils 12,2 Punkte/Spiel).
Auch im Spieljahr 1989/90 wies Bayreuth mit 42:2 Punkten nach der Hauptrunde die beste Bilanz aller Bundesligisten auf, verlor später im Finale aber gegen Leverkusen. In der Saison 1990/91 war im Halbfinale gegen Leverkusen Endstation. In sportlicher Hinsicht war der US-amerikanische Trainer Lester Habegger der Hauptverantwortliche für die Erfolge. Er wurde als „Pionier, Vaterfigur, Architekt und Gütesiegel“ bezeichnet, musste seine Arbeit in Bayreuth aufgrund von Rückenbeschwerden aber mehrmals unterbrechen. Wichtige Spieler der erfolgreichen Mannschaft waren Calvin Oldham, Michael Koch, Alvin Dukes, Buzz Harnett und Anthony Reuss. Im Spieljahr 1990/91 erreichte die Mannschaft das Bundesliga-Halbfinale. 1992 stieg man sportlich wieder aus der Basketball-Bundesliga ab, kehrte jedoch nach einer erfolgreichen Saison in der 2. Basketball-Bundesliga zurück. An die großen Erfolg knüpfte die Mannschaft aber nicht an. In der Saison 1995/96 stand Steiner Bayreuth in der Bundesliga noch einmal in der Runde der besten vier Mannschaften dort war gegen Alba Berlin Endstation.
| Saison  | Liga       | Platz | Spiele | S  | N  | PlayOffs               | Pokal           |
| ------- | ---------- | ----- | ------ | -- | -- | ---------------------- | --------------- |
| 1984/85 | 2. BBL     | 1     | 18     | 18 | 0  | 2. in Aufstiegsrunde   |                 |
| 1985/86 | BBL        | 3     | 22     | 16 | 6  | Halbfinale             |                 |
| 1986/87 | BBL        | 3     | 20     | 15 | 5  | Viertelfinale          |                 |
| 1987/88 | BBL        | 2     | 22     | 19 | 3  | Halbfinale             | DBB-Pokalsieger |
| 1988/89 | BBL        | 1     | 22     | 20 | 2  | Deutscher Meister      | DBB-Pokalsieger |
| 1989/90 | BBL        | 3     | 22     | 21 | 1  | Vizemeister            |                 |
| 1990/91 | BBL        | 2     | 32     | 23 | 9  | Halbfinale             |                 |
| 1991/92 | BBL Süd    | 6     | 32     | 8  | 24 |                        |                 |
| 1992/93 | 2. BBL Süd | 1     | 22     | 19 | 3  | 1. in Aufstiegsrunde   | 3. Platz        |
| 1993/94 | BBL Süd    | 3     | 32     | 21 | 11 | Viertelfinale          |                 |
| 1994/95 | BBL Süd    | 3     | 32     | 18 | 14 | Viertelfinale          |                 |
| 1995/96 | BBL        | 3     | 26     | 19 | 7  | Halbfinale             |                 |
| 1996/97 | BBL        | 13    | 26     | 6  | 20 | 1. in Relegationsrunde |                 |

### Insolvenz und sportlicher Neubeginn
Im Jahr 1997 trennte sich der langjährige Sponsor Steiner vom Verein und man nannte sich in Basket Bayreuth um. Manfred Schöttner, der vorher bereits Mitglied des Wirtschaftsrates gewesen war, trat das Amt des Vorsitzenden an. Durch finanzielle Probleme (rund 2,2 Millionen D-Mark Schulden) geriet der Verein jedoch auch sportlich in die Krise. Man stieg 1999 aus der Bundesliga ab. Der Verein Basket Bayreuth war pleite. Man zog sich noch vor Saisonbeginn aus der 2. Basketball-Bundesliga in die Regionalliga zurück. Dort übernahm der im Mai 1999 neu gegründete Verein BBC Bayreuth den Spielbetrieb, der alte Verein Basket Bayreuth wurde abgewickelt und im Oktober 2002 formal aufgelöst. Die 1. Mannschaft wurde 2002 in die BBC Bayreuth Spielbetrieb GmbH ausgegliedert. Die Mannschaft gewann unter Trainer Georg Kämpf in der Saison 1999/2000 den Meistertitel in der 1. Regionalliga Südost sowie den Bayerischen Landespokal.
| Saison  | Liga         | Platz | Spiele | S  | N  | Endrunde               |
| ------- | ------------ | ----- | ------ | -- | -- | ---------------------- |
| 1997/98 | BBL          | 11    | 24     | 8  | 16 | 2. in Relegationsrunde |
| 1998/99 | BBL          | 14    | 26     | 4  | 22 | 3. in Relegationsrunde |
| 1999/00 | Regionalliga | 1     |        |    |    |                        |
| 2000/01 | 2. BBL Süd   | 9     | 30     | 15 | 15 |                        |
| 2001/02 | 2. BBL Süd   | 2     | 30     | 22 | 8  |                        |
| 2002/03 | 2. BBL Süd   | 5     | 32     | 19 | 13 |                        |
| 2003/04 | 2. BBL Süd   | 9     | 30     | 12 | 18 |                        |
| 2004/05 | 2. BBL Süd   | 3     | 30     | 22 | 8  |                        |
| 2005/06 | 2. BBL Süd   | 6     | 30     | 17 | 13 |                        |
| 2006/07 | 2. BBL Süd   | 3     | 30     | 22 | 8  |                        |
| 2007/08 | ProA         | 8     | 30     | 14 | 16 |                        |
| 2008/09 | ProA         | 3     | 30     | 24 | 6  |                        |

### Teilnahme an der Basketball-Bundesliga
Am 4. April 2010 sicherte sich der BBC Bayreuth unter der Leitung von Cheftrainer Andreas Wagner durch einen 97:53-Erfolg gegen Nördlingen in der voll besetzten Oberfrankenhalle den Aufstieg in die 1. Basketball-Bundesliga und mit dem Gewinn der Meisterschaft in der Pro A am 10. April 2010 sowie dem Gewinn des DBB-Pokals am 2. Mai 2010 das Double in der zweithöchsten deutschen Spielklasse. Überragender Mann des Meisterjahres war der US-Amerikaner Jaivon Harris, der vom Fachportal eurobasket.com zum Spieler des Jahres in der 2. Bundesliga ProA gekürt wurde. Im ersten Jahr in der Bundesliga nach über einem Jahrzehnt Unterklassigkeit konnte der Klassenerhalt erreicht werden.
Ab dem 1. Januar 2013 übernahm Marko Beens das Amt des Geschäftsführers von Manfred Schöttner, beendete das Engagement jedoch bereits wieder im Mai 2013. Ihm folgte Martin Piotrowski ab Mai 2015. Zum 25. März 2013 wurde der Serbe Predrag Krunić neuer Headcoach des BBC Bayreuth. Zuvor hatte sich der Club vom bisherigen Trainer Marco van den Berg nach einer sportlichen Talfahrt getrennt. Krunić erhielt zunächst einen Vertrag bis Sommer 2013, der beim Klassenerhalt bis 2014 verlängert wurde. Am vorletzten Spieltag schaffte der BBC den Klassenerhalt durch einen 86:71-Auswärtssieg gegen den Mitteldeutschen BC. Ab der Saison 2013/14 lief die erste Mannschaft unter dem Namen Medi Bayreuth auf, abgeleitet vom Hauptsponsor Medi.
Am 29. Dezember 2013 beurlaubte Medi Bayreuth seinen Trainer Predrag Krunić aufgrund des schlechten sportlichen Abschneidens in der bisherigen Saison. Bis zum Zeitpunkt der Beurlaubung konnte Bayreuth nur drei von 15 Spielen gewinnen. Als Nachfolger wurde Michael Koch unter Vertrag genommen, der schon von 1987 bis 1991 bei Steiner Bayreuth als Basketballspieler tätig war. Unter Koch schaffte die Mannschaft den Klassenerhalt nach einem Heimsieg gegen die TBB Trier.
Zur Saison 2014/15 wurde mit dem damals 27 Jahre alten Philipp Galewski ein sehr junger hauptamtlicher Geschäftsführer angestellt, der zuvor beim Namenssponsor Medi arbeitete. Nach dem 16. Platz (2014/15) und dem 12. Platz (2015/16) verlängerte Galewski den Vertrag von Michael Koch nicht. Als Nachfolger wurde der Österreicher Raoul Korner verpflichtet, der zuvor für die Basketball Löwen Braunschweig tätig war. Unter Korner stand die Mannschaft Ende der Punktrunde der Saison 2016/17 auf dem vierten Platz und sicherte sich damit erstmals seit 1996 wieder eine Playoff-Teilnahme. Im Viertelfinale schied Medi Bayreuth nach vier Spielen gegen die EWE Baskets Oldenburg aus. Gleich sieben Profispieler aus der Erfolgssaison 2016/17 wurden für die Folgesaison 2017/18 in Bayreuth gehalten, in der man zusätzlich in der Champions League in der Gruppe C am internationalen Spielbetrieb teilnahm und das Viertelfinale erreichte. Ende Februar 2018 schied Geschäftsführer Galewski aus dem Amt. Im Sommer 2018 trat mit Björn Albrecht dessen Nachfolger seinen Dienst an, der zuvor seit Januar 2015 bei Brose Bamberg gearbeitet hatte. Im April 2019 gab der Klub mit der Schaffung einer Stelle eines Sportlichen Leiters die Verstärkung der Führungsebene bekannt. Matthias Haufer wurde dieses Amt (ab dem 1. Juli 2019) übertragen. Bereits Ende Oktober 2019 schied Haufer auf eigenen Wunsch wieder aus dem Amt, da er eigener Einschätzung nach „dem gemeinsamen Anspruch an die Funktion und Rolle des sportlichen Leiters nicht gerecht“ wurde. Von September 2019 bis zum Ende der Saison 2019/20 bestand eine Zusammenarbeit mit dem Drittligisten BBC Coburg, um jungen Spielern beim Drittligisten Einsatzzeit zu verschaffen, die sich aber aus Sicht von Trainer Raoul Korner sportlich und logistisch nicht als sinnvoll erwies. Im Spieljahr 2019/20 erreichten die Bayreuther im europäischen Vereinswettbewerb FIBA Europe Cup das Halbfinale, das wegen der COVID-19-Pandemie nicht mehr ausgetragen wurde. Am 29. Juli 2020 gab das Unternehmen Medi bekannt, sich nach Ablauf der Saison 2021/22 als Haupt- und Namenssponsor bei Medi Bayreuth zurückziehen zu wollen. Björn Albrecht beendete Ende Oktober 2020 seine Tätigkeit als Geschäftsführer, Nachfolger wurde Johannes Feuerpfeil.
| Saison  | Liga | Platz | Spiele | S  | N  | PlayOffs      | Pokal           | International                    |
| ------- | ---- | ----- | ------ | -- | -- | ------------- | --------------- | -------------------------------- |
| 2009/10 | ProA | 1     | 30     | 26 | 4  |               | DBB-Pokalsieger | keine Teilnahme                  |
| 2010/11 | BBL  | 16    | 34     | 9  | 25 |               |                 | keine Teilnahme                  |
| 2011/12 | BBL  | 13    | 34     | 12 | 22 |               |                 | keine Teilnahme                  |
| 2012/13 | BBL  | 15    | 34     | 14 | 20 |               |                 | keine Teilnahme                  |
| 2013/14 | BBL  | 14    | 34     | 11 | 23 |               |                 | keine Teilnahme                  |
| 2014/15 | BBL  | 16    | 34     | 10 | 24 |               |                 | keine Teilnahme                  |
| 2015/16 | BBL  | 12    | 34     | 12 | 22 |               |                 | keine Teilnahme                  |
| 2016/17 | BBL  | 4     | 34     | 22 | 10 | Viertelfinale | Viertelfinale   | keine Teilnahme                  |
| 2017/18 | BBL  | 6     | 34     | 21 | 13 | Viertelfinale | 4. Platz        | Champions League (Viertelfinale) |
| 2018/19 | BBL  | 12    | 34     | 14 | 20 |               | Achtelfinale    | Champions League (Vorrunde)      |
| 2019/20 | BBL  | 12    | 21     | 9  | 12 |               | Achtelfinale    | Europe Cup (Halbfinale)          |
| 2020/21 | BBL  | 10    | 34     | 15 | 19 |               | Vorrunde        | keine Teilnahme                  |
| 2021/22 | BBL  | 14    | 34     | 11 | 23 |               | Viertelfinale   | Europe Cup (2. Runde)            |

### Abstieg aus der Basketball-Bundesliga und Neuaufbau des Vereins
Korner gab sein Traineramt nach dem Saisonende 2021/22 ab, der die Mannschaft in 266 Pflichtspielen betreute, sein Nachfolger wurde Lars Masell, der in Bayreuth seine erste Cheftrainerstelle im Profibereich erhielt und von 2016 bis 2021 unter seinem Vorgänger als Co-Trainer gearbeitet hatte. Im Mai 2022 verlängerte Hauptsponsor Medi noch einmal seine Unterstützung bis Ende der Saison 2022/23. Mitte Januar 2023 gab Geschäftsführer Feuerpfeil seinen Abschied am Saisonende 2022/23 bekannt. Eine Woche später erklärte der langjährige Gesellschafter Carl Steiner seinen Rückzug als Gesellschafter von Medi Bayreuth zum 30. Juni 2023. Anfang Februar 2023 trennten sich die Oberfranken von Trainer Masell, unter dessen Leitung die Mannschaft auf den letzten Rang der Bundesligatabelle abgerutscht war. Der Abstiegskampf wurde mit Mladen Drijenčić als neuem Trainer angegangen. Drijenčić gelang es nicht, den Abstieg aus der Bundesliga zu verhindern, der Ende April 2023 feststand.
Im April 2023 gab der Verein bekannt, dass die Anteile der Spielbetriebs-GmbH von Carl Steiner an 19 neue Gesellschafter übertragen wurden. Die Anteile wurden dabei für einen symbolischen Euro abgegeben. Neuer Geschäftsführer wurde der in Berlin geborene und in Südtirol aufgewachsene Friedrich Hartung, nachdem er zuvor als Referent für seinen Vorgänger Feuerpfeil tätig gewesen war. Ende Juli 2023 erfolgte die Umbenennung von Medi Bayreuth in BBC Bayreuth, damit kehrte man zum früheren Namen zurück. Im März 2024 kündigte Trainer Drijenčić aus persönlichen Gründen seinen Abschied aus Bayreuth am Ende des Spieljahres 2023/24 an. Als Nachfolger wurde Florian Wedell eingestellt, der vorher als Co-Trainer bei den Bakken Bears tätig war. Im November 2024 wurde Leon Kratzer Mitgesellschafter der Spielbetriebs-GmbH.
| Saison  | Liga | Platz | Spiele | S  | N  | PlayOffs | Pokal         |
| ------- | ---- | ----- | ------ | -- | -- | -------- | ------------- |
| 2022/23 | BBL  | 18    | 34     | 6  | 28 |          | Viertelfinale |
| 2023/24 | ProA | 11    | 34     | 15 | 19 |          | 1. Runde      |
| 2024/25 | ProA | 13    | 34     | 13 | 21 |          |               |

### Trainerchronik
| Amtszeit        | Name                              |
| --------------- | --------------------------------- |
| 1973–05/1978    | Peter Müller                      |
| 05/1978–1979    | Rudi Lorber                       |
| 1979–1981       | Stephen McMahon                   |
| 1981–12/1981    | Jonathan Chapman                  |
| 12/1981–1982    | Leopold Dejworek (Spielertrainer) |
| 1982–1983       | Tom Schneeman                     |
| 1983–1984       | John Wojtak                       |
| 1984–1986       | Tom Schneeman                     |
| 1986–1987       | John Treloar                      |
| 1987–1989       | Lester Habegger                   |
| 1989            | Karl-Heinz Graf                   |
| 1989            | Al Svenningson                    |
| 1989–1990       | Lester Habegger                   |
| 1990–10/1990    | Murray Arnold                     |
| 10/1990–1991    | Dan Palmer                        |
| 1991–10/1991    | Lester Habegger / Karl-Heinz Graf |
| 10/1991–12/1991 | Eric Dennis                       |
| 12/1991         | Ingo Froese                       |
| 01/1992–1994    | Tom Schneeman                     |
| 1994–1995       | Aaron McCarthy                    |
| 1995–12/1995    | Lester Habegger                   |
| 12/1995–1998    | Calvin Oldham                     |
| 1998–2002       | Georg Kämpf                       |
| 2002–02/2003    | Bruce Enns                        |
| 02/2003–02/2008 | Marco Amelow                      |
| 02/2008–2009    | Derrick Taylor                    |
| 2009–10/2011    | Andreas Wagner                    |
| 10/2011–03/2013 | Marco van den Berg                |
| 03/2013–12/2013 | Predrag Krunić                    |
| 12/2013–2016    | Michael Koch                      |
| 2016–2022       | Raoul Korner                      |
| 2022–02/2023    | Lars Masell                       |
| 02/2023–2024    | Mladen Drijenčić                  |
| seit 2024       | Florian Wedell                    |

Quellen: 

## Kader
| Spieler | Spieler            | Spieler                        | Spieler    | Spieler | Spieler | Spieler                 |
| Nr.     | Nat.               | Name                           | Geburt     | Größe   | Info    | Letzter Verein          |
| ------- | ------------------ | ------------------------------ | ---------- | ------- | ------- | ----------------------- |
|         |                    | Guards (PG, SG)                |            |         |         |                         |
| 1       | Vereinigte Staaten | Shane Justin Stoney Gatling    | 26.03.1998 | 1,88 m  |         | MBK Rieker Komarno      |
| 6       | Deutschland        | Moritz Plescher                | 04.10.2000 | 1,95 m  |         | Medipolis SC Jena       |
| 7       | /                  | Philip Jalalpoor               | 14.06.1993 | 1,88 m  |         |                         |
| 8       | Schweiz            | Selim Moise Fofana             | 08.07.1999 | 1,94 m  |         | KK Podgorica            |
| 32      | /                  | Marios Giotis                  | 29.06.2002 | 1,97 m  |         | BG Göttingen            |
| 51      | Deutschland        | Louis Nauthon                  | 19.05.2003 | 1,95 m  |         |                         |
|         |                    | Forwards (SF, PF)              |            |         |         |                         |
| 3       | Vereinigte Staaten | Corey Manigaul                 | 20.10.1998 | 2,08 m  |         | Mayrouba Club           |
| 9       | Deutschland        | Marco Rahn                     | 17.04.1998 | 1,99 m  |         | BSW Sixers              |
| 55      | Deutschland        | Lenny Liedtke                  | 08.02.2004 | 1,98 m  |         | OrangeAcademy           |
| 56      | Deutschland        | Renke Bastian Johannes Hillmer | 11.07.2004 | 1,94 m  |         |                         |
|         |                    | Center (C)                     |            |         |         |                         |
| 15      | Sierra Leone       | Mohamed Sillah                 | 20.03.2002 | 2,06 m  | L       | FC Bayern Basketball II |
| 23      | Vereinigte Staaten | Esa Yaqin Ahmad                | 09.10.1996 | 2,03 m  |         | AD Atenas               |
| 24      | Vereinigte Staaten | Aaron Wesley Carver            | 30.08.1996 | 2,01 m  |         | JB Casale Monferrato    |
| 53      | Deutschland        | Benedikt Hoppert               | 15.04.2004 | 2,04 m  |         |                         |

| Trainer            | Trainer          | Trainer     |
| Nat.               | Name             | Position    |
| ------------------ | ---------------- | ----------- |
| Deutschland        | Mladen Drijenčić | Cheftrainer |
| Vereinigte Staaten | Hanot Zabaleta   | Co-Trainer  |

| Legende                   | Legende              |
| Abk.                      | Bedeutung            |
| ------------------------- | -------------------- |
| A-Nat                     | Nationalspieler      |
| DL                        | Doppellizenz-Spieler |
| L                         | Local Player         |
| Quellen                   |                      |
| Teamhomepage              |                      |
| Ligahomepage              |                      |
| Stand: 23. September 2023 |                      |

| Legende                   | Legende              |
| Abk.                      | Bedeutung            |
| ------------------------- | -------------------- |
| A-Nat                     | Nationalspieler      |
| DL                        | Doppellizenz-Spieler |
| L                         | Local Player         |
| Quellen                   |                      |
| Teamhomepage              |                      |
| Ligahomepage              |                      |
| Stand: 23. September 2023 |                      |

### Ehemalige Kader

#### Saison 2022/23
| Spieler | Spieler            | Spieler           | Spieler    | Spieler | Spieler | Spieler                    |
| Nr.     | Nat.               | Name              | Geburt     | Größe   | Info    | Letzter Verein             |
| ------- | ------------------ | ----------------- | ---------- | ------- | ------- | -------------------------- |
|         |                    | Guards (PG, SG)   |            |         |         |                            |
| 0       | Vereinigte Staaten | Brandon Childress | 31.08.1997 | 1,83 m  |         |                            |
| 1       | Vereinigte Staaten | Ahmed Hill        | 21.03.1995 | 1,96 m  |         | Rosa Radom                 |
| 3       | Deutschland        | Osaro Jürgen Rich | 22.07.1997 | 1,90 m  |         | Hamburg Towers             |
| 10      | Deutschland        | Bastian Doreth    | 08.06.1989 | 1,83 m  | A-Nat   | Artland Dragons            |
| 16      | Vereinigte Staaten | Jarrod West       | 29.03.1999 | 1,82 m  |         | Fujian Sturgeons           |
| 43      | Litauen            | Ignas Sargiunas   | 11.09.1999 | 1,94 m  |         | Vytautas Prienai-Birštonas |
| 52      | Deutschland        | Florian Kämpf     | 26.06.2003 | 1,83 m  |         |                            |
|         |                    | Forwards (SF, PF) |            |         |         |                            |
| 9       | Deutschland        | Kay Bruhnke       | 15.07.2001 | 2,01 m  |         | 1. FC Baunach              |
| 34      | Kanada             | Jackson Rowe      | 04.01.1997 | 2,01 m  |         | Norrköping Dolphins        |
| 44      | Italien            | Sasha Grant       | 15.02.2002 | 2,00 m  |         | Scaligera Basket Verona    |
|         |                    | Center (C)        |            |         |         |                            |
| 8       | Deutschland        | Nat Diallo        | 03.02.2000 | 2,08 m  |         | OrangeAcademy              |
| 16      | Kroatien           | Kresimir Nikic    | 16.04.1999 | 2,13 m  |         | SSV Lokomotive Bernau      |
| 23      | Kanada             | Kalif Young       | 05.04.1997 | 2,06 m  |         | Czarni Słupsk              |

| Trainer            | Trainer          | Trainer     |
| Nat.               | Name             | Position    |
| ------------------ | ---------------- | ----------- |
| Deutschland        | Mladen Drijenčić | Cheftrainer |
| Vereinigte Staaten | Matthew Vest     | Co-Trainer  |
| Deutschland        | Tim Nees         | Co-Trainer  |

| Legende                 | Legende              |
| Abk.                    | Bedeutung            |
| ----------------------- | -------------------- |
| A-Nat                   | Nationalspieler      |
| DL                      | Doppellizenz-Spieler |
| Quellen                 |                      |
| Teamhomepage            |                      |
| Ligahomepage            |                      |
| Stand: 23. Oktober 2022 |                      |

| Legende                 | Legende              |
| Abk.                    | Bedeutung            |
| ----------------------- | -------------------- |
| A-Nat                   | Nationalspieler      |
| DL                      | Doppellizenz-Spieler |
| Quellen                 |                      |
| Teamhomepage            |                      |
| Ligahomepage            |                      |
| Stand: 23. Oktober 2022 |                      |

#### Saison 2021/22
| Spieler | Spieler            | Spieler           | Spieler    | Spieler | Spieler | Spieler                  |
| Nr.     | Nat.               | Name              | Geburt     | Größe   | Info    | Letzter Verein           |
| ------- | ------------------ | ----------------- | ---------- | ------- | ------- | ------------------------ |
|         |                    | Guards (PG, SG)   |            |         |         |                          |
| 3       | Vereinigte Staaten | Marcus Thornton   | 14.06.1993 | 1,93 m  |         | Niners Chemnitz          |
| 7       | Deutschland        | Philip Jalalpoor  | 14.06.1993 | 1,88 m  |         | UKJ St. Pölten           |
| 10      | Deutschland        | Bastian Doreth    | 08.06.1989 | 1,83 m  | A-Nat   | Artland Dragons          |
| 22      | Vereinigte Staaten | Cameron Wells     | 23.09.1988 | 1,86 m  |         | Boulazac Basket Dordogne |
|         |                    | Forwards (SF, PF) |            |         |         |                          |
| 2       | Vereinigte Staaten | Sacar Anim        | 19.09.1997 | 1,98 m  |         | Agua Caliente Clippers   |
| 6       | Deutschland        | Kevin Wohlrath    | 15.02.1995 | 1,97 m  |         | Kirchheim Knights        |
| 9       | Deutschland        | Kay Bruhnke       | 15.07.2001 | 2,01 m  |         | 1. FC Baunach            |
| 15      | Vereinigte Staaten | Terry Allen       | 29.12.1993 | 2,03 m  |         | Hamburg Towers           |
| 21      | Estland            | Janari Jõesaar    | 08.12.1993 | 1,98 m  |         | BC Kalev                 |
|         |                    | Center (C)        |            |         |         |                          |
| 11      | Deutschland        | Andreas Seiferth  | 23.06.1989 | 2,09 m  | A-Nat   | Bayern München           |
| 14      | Deutschland        | Moritz Sanders    | 09.05.1998 | 2,10 m  |         | Nürnberg Falcons BC      |
| 19      | Litauen            | Martynas Sajus    | 22.02.1996 | 2,03 m  |         | Bàsquet Manresa          |

| Trainer     | Trainer        | Trainer     |
| Nat.        | Name           | Position    |
| ----------- | -------------- | ----------- |
| Osterreich  | Raoul Korner   | Cheftrainer |
| Spanien     | Mauricio Parra | Co-Trainer  |
| Deutschland | Tim Nees       | Co-Trainer  |

| Legende              | Legende              |
| Abk.                 | Bedeutung            |
| -------------------- | -------------------- |
| A-Nat                | Nationalspieler      |
| DL                   | Doppellizenz-Spieler |
| Quellen              |                      |
| Teamhomepage         |                      |
| Ligahomepage         |                      |
| Stand: 24. Juli 2021 |                      |

| Legende              | Legende              |
| Abk.                 | Bedeutung            |
| -------------------- | -------------------- |
| A-Nat                | Nationalspieler      |
| DL                   | Doppellizenz-Spieler |
| Quellen              |                      |
| Teamhomepage         |                      |
| Ligahomepage         |                      |
| Stand: 24. Juli 2021 |                      |

#### Saison 2016/17
| Spieler | Spieler            | Spieler           | Spieler    | Spieler | Spieler | Spieler                    |
| Nr.     | Nat.               | Name              | Geburt     | Größe   | Info    | Letzter Verein             |
| ------- | ------------------ | ----------------- | ---------- | ------- | ------- | -------------------------- |
|         |                    | Guards (PG, SG)   |            |         |         |                            |
| 6       | Deutschland        | Jevon Perschnick  | 05.09.2000 | 1,82 m  | DL      | eigene Jugend              |
| 7       | Vereinigte Staaten | Kyan Anderson     | 25.03.1992 | 1,80 m  |         | Okapi Aalstar              |
| 10      | Deutschland        | Bastian Doreth    | 08.06.1989 | 1,82 m  | A-Nat   | Artland Dragons            |
| 12      | Vereinigte Staaten | Trey Lewis        | 18.10.1992 | 1,88 m  |         | Louisville Cardinal (NCAA) |
| 15      | Deutschland        | Robin Amaize      | 31.01.1994 | 1,88 m  | A-Nat   | Löwen Braunschweig         |
| 17      | Deutschland        | Moritz Trieb      | 17.04.1998 | 1,90 m  | DL      | Giants Nördlingen          |
| 41      | Deutschland        | Marius Adler      | 11.12.1997 | 1,90 m  | DL      | eigene Jugend              |
|         |                    | Forwards (SF, PF) |            |         |         |                            |
| 8       | Vereinigte Staaten | Nate Linhart      | 14.11.1986 | 2,01 m  |         | CAI Saragossa              |
| 9       | Deutschland        | Cedric Kral       | 28.01.1998 | 2,03 m  | DL      | TSV Tröster Breitengüßbach |
| 14      | Deutschland        | Steve Wachalski   | 05.02.1983 | 2,02 m  |         | Telekom Baskets Bonn       |
| 19      | Deutschland        | Nils Dejworek     | 19.04.1995 | 2,06 m  |         | Oettinger Rockets          |
| 24      | Vereinigte Staaten | De’Mon Brooks     | 28.05.1992 | 2,00 m  |         | Basket Tortona             |
|         |                    | Center (C)        |            |         |         |                            |
| 11      | Deutschland        | Andreas Seiferth  | 23.06.1989 | 2,09 m  |         | Bayern München             |
| 50      | Agypten            | Assem Marei       | 16.06.1992 | 2,06 m  |         | KK Šiauliai                |

| Trainer     | Trainer      | Trainer          |
| Nat.        | Name         | Position         |
| ----------- | ------------ | ---------------- |
| Osterreich  | Raoul Korner | Cheftrainer      |
| Deutschland | Lars Masell  | Trainerassistent |
| Deutschland | Tim Nees     | Trainerassistent |

| Legende                | Legende              |
| Abk.                   | Bedeutung            |
| ---------------------- | -------------------- |
| A-Nat                  | Nationalspieler      |
| DL                     | Doppellizenz-Spieler |
| Quellen                |                      |
| Teamhomepage           |                      |
| Ligahomepage           |                      |
| Stand: 3. Oktober 2016 |                      |

| Legende                | Legende              |
| Abk.                   | Bedeutung            |
| ---------------------- | -------------------- |
| A-Nat                  | Nationalspieler      |
| DL                     | Doppellizenz-Spieler |
| Quellen                |                      |
| Teamhomepage           |                      |
| Ligahomepage           |                      |
| Stand: 3. Oktober 2016 |                      |

#### Saison 2008/09
| Spieler | Spieler            | Spieler            | Spieler       | Spieler | Spieler | Spieler                    |
| Nr.     | Nat.               | Name               | Geburt        | Größe   | Info    | Letzter Verein             |
| ------- | ------------------ | ------------------ | ------------- | ------- | ------- | -------------------------- |
|         |                    | Guards (PG, SG)    |               |         |         |                            |
| 3       | Vereinigte Staaten | LaShon Sheffield   | 20.03.1984    | 1,83 m  |         | Giants Nördlingen          |
| 7       | Deutschland        | Nico Oetter        | 13.12.1989    | 1,85 m  |         | BBC Bayreuth II            |
| 9       | Vereinigte Staaten | Jaivon Harris      | 23. Juni 1982 | 1,96 m  |         | BV Chemnitz 99             |
| 19      | Deutschland        | Simon Schleicher   | 04.04.1990    | 1,88 m  |         | BBC Bayreuth II            |
| 25      | Deutschland        | Fabian Brütting    | 10.06.1988    | 1,88 m  |         | Falke Nürnberg             |
| 32      | Vereinigte Staaten | Whit Holcomb-Faye  | 19.09.1984    | 1,85 m  |         | Kaiserslautern Braves      |
|         |                    | Forwards (SF, PF)  |               |         |         |                            |
| 10      | Deutschland        | Sebastian Greene   | 15.10.1984    | 2,03 m  | A2      | Fordham Rams (NCAA)        |
| 11      | Deutschland        | Jonas Riesner      | 13.11.1991    | 1,96 m  |         | BBC Bayreuth II            |
| 13      | Deutschland        | Christoph Tetzner  | 26.04.1981    | 2,01 m  |         | BV Chemnitz 99             |
| 22      | Deutschland        | Jermain Raffington | 01.05.1985    | 2,06 m  | A2      | BV Chemnitz 99             |
| 42      | Vereinigte Staaten | Dan Oppland        | 07.01.1984    | 2,03 m  |         | Plannja Basket Luleå (SWE) |
|         |                    | Center (C)         |               |         |         |                            |
| 2       | Vereinigte Staaten | Gary Hamilton      | 07.08.1984    | 2,06 m  |         | LTi Lich                   |

| Trainer     | Trainer        | Trainer    |
| Nat.        | Name           | Position   |
| ----------- | -------------- | ---------- |
| Deutschland | Derrick Taylor | Head-Coach |
| Deutschland | Tim Nees       | Ass-Coach  |

| Legende               | Legende               |
| Abk.                  | Bedeutung             |
| --------------------- | --------------------- |
| A2                    | A2 Nationalmannschaft |
| Quellen               |                       |
| Teamhomepage          |                       |
| Stand: 6. August 2010 |                       |

| Legende               | Legende               |
| Abk.                  | Bedeutung             |
| --------------------- | --------------------- |
| A2                    | A2 Nationalmannschaft |
| Quellen               |                       |
| Teamhomepage          |                       |
| Stand: 6. August 2010 |                       |

#### Saison 2007/08
Trainer
| Name           | Position  | Geburtsdatum | letzter Verein |
| -------------- | --------- | ------------ | -------------- |
| Derrick Taylor | Headcoach | 20.11.1963   | -              |

Spieler
| Nr. | Name                  | Position               | Geburtsdatum | Größe  | Nationalität | Verein 06/07               |
| --- | --------------------- | ---------------------- | ------------ | ------ | ------------ | -------------------------- |
| 3   | Ty Harrelson          | Point Guard            | 22.09.1980   | 1,93 m | USA          | TV Langen                  |
| 9   | Harris Jaivon         | Guard                  | 23.06.1982   | 1,97 m | USA          | BV TU Chemnitz             |
| 5   | Sebastian Hänel       | Forward/Center         | 24.12.1979   | 2,01 m | Deutsch      | BV TU Chemnitz             |
| 6   | Johannes Schlamminger | Guard                  | 09.12.1979   | 1,92 m | Deutsch      | TB Weiden                  |
| 7   | Sebastian Schoch      | Shooting Guard/Forward | 08.08.1980   | 1,96 m | Deutsch      | BBC Bayreuth               |
| 13  | Christoph Tetzner     | Center/Forward/Guard   | 26.04.1981   | 2,00 m | Deutsch      | BBC Bayreuth               |
| 2   | Brandon Chappell      | Guard                  | 22.09.1983   | 1,83 m | USA          | Lamar University (NCAA)    |
| 32  | Lars Grübler          | Center                 | 22.08.1980   | 2,11 m | Deutsch      | Bayer Giants Leverkusen    |
| 10  | Simon Herold          | Guard                  | 31.08.1988   | 1,91 m | Deutsch      | Eigene Jugend              |
| 20  | Florian Jacob         | Guard                  | 15.05.1988   | 1,92 m | Deutsch      | Eigene Jugend              |
| 11  | Danijel Lukac         | Forward                | 24.02.1980   | 1,98 m | Kroatien     | Coocoon Baskets Weiden     |
| 8   | Tim Nees              | Center                 | 30.10.1971   | 2,08 m | Deutsch      | Sellbytel Baskets Nürnberg |
| 31  | Dan Oppland           | Center                 | 07.01.1984   | 2,03 m | USA          | Plannja Basket Lulea       |

## Erfolge
- Deutscher Pokalsieger 1988
- Deutscher Pokalsieger und Deutscher Meister 1989
- Aufstieg in die Basketball Bundesliga und Meisterschaft in der ProA 2010
- ProA-Pokalsieger 2010
- Playoff-Viertelfinalteilnahme in der Basketball-Bundesliga 2017
- Playoff-Viertelfinalteilnahme in der Basketball-Bundesliga 2018
- Playoff-Viertelfinalteilnahme in der Basketball Champions League 2018
- Erreichen des Halbfinales im FIBA Europe Cup 2020

## Halle
Seine Heimspiele trägt der BBC Bayreuth in der Oberfrankenhalle aus. Das Fassungsvermögen der Halle beträgt 3400 Personen.
Im Jahr 2016 wurde bekannt, dass medi bayreuth den Bau einer neuen Trainingshalle auf dem Gelände der Wilhelminenaue in Bayreuth plant. Die Trainingshalle soll von den Bundesliga-Profis, aber vor allem auch vom Nachwuchs genutzt werden. Der Verein sucht (Stand: Januar 2024) nach einer Lösung zur Finanzierung der Halle.

## Fanclub
Bayreuth Bats ist Förderer und Fanclub des BBC Bayreuth.
Auf Grund der traditionsreichen Bayreuther Basketballgeschichte hat sich der Fanclub der Förderung des Basketballs verschrieben. Neben der direkten Fanarbeit unterstützen die Fans die Profimannschaft und den Breitensport immer wieder auch finanziell.
Im Laufe der Saison 2018/19 wurde die Gründung eines zweiten Fanclubs unter dem Namen Bayreuth X bekannt, der zunächst hauptsächlich auf Auswärtsfahrten auf sich aufmerksam machte. Der erste öffentliche Auftritt fand während des Auswärtsspiels bei Science City Jena am 16. März 2019 statt. Zur Saison 2019/20 soll Bayreuth X auch zu den Heimspielen von medi bayreuth vertreten sein.